# Venus Awards 2002
Die Venus Awards 2002 waren die sechste Verleihung des deutschen Pornofilmpreises Venus Award. Sie fand in Berlin im Rahmen der Erotikmesse Venus Berlin statt.

## Preisträger
- Best DVD Product (Germany) – U-Bahn Girls II (Videorama)[1]
- Best DVD Authoring (Germany) – New Media Group Enterprises (Goldlight)[1]
- Best Cum-Shot Scene (Germany) – Betty Extrem – GGG – (VPS)[1]
- Best Video Series (Germany) – Boulevard – (DBM)[1]
- Best Video Series (Germany) – Excuse Me – (Videorama)[1]
- Best Video Series (Germany) – Golden Series – (Tabu)[1]
- Best Soft Film (Germany) – Manche mögen's heiß – (J.Mutzenbacher/Trimax)[1]
- Best Soft Film (Germany) – Venus Girls – (VNM)[1]
- Best Soft Series (Germany) – Better Sex Line – (Orion)[1]
- Best Soft Series (Germany) – Cover Girls – (VNM)[1]
- Best Cover (Germany) – Crossroads – (Videorama)[1]
- Best Product Campaign (Germany) – Gladiator – (Private Media Group)[1][2]
- Best Product Campaign (Germany) – Mandy Mystery Line – (Orion)[1]
- Best Director (Germany) – Nils Molitor[1]
- Best Director (Germany) – Horst Billian[1]
- Best Director (Germany) – Ferdi Hillmann[1]
- Best Film (Germany) – Faust – (Goldlight)[1]
- Best Film (Germany) – Hart & Herzlich – (Videorama)[1]
- Best Film (Germany) – Sexhexen – (MMV)[1]
- Best New Actress (Germany) – Kyra[1]
- Best New Actress (Germany) – Tyra Misoux[1]
- Best New Actress (Germany) – CoCo Brown[1]
- Best New Company (Europe) – Hustler Germany[1]
- Special Award (Eastern Europe) – Kovi[1]
- Special Award (Scandinavia) – Max's Sweden[1]
- Special Award (France) – Marc Dorcel[1]
- Best Movie (Europe) – Gladiator – (Private Media Group)[1]
- Best Movie (Europe) – Faust – (Goldlight)[1]
- Best Director (Europe) – Mario Salieri[1][2]
- Best Director (Europe) – Antonio Adamo[1]
- Best Actor (Europe) – Toni Ribas[1]
- Best Actress (Eastern Europe) – Monique Covét[1]
- Best Actress (Eastern Europe) – Rita Faltoyano[1]
- Best Gay Film – Russian Village Boys – (Man's Best)[1]
- Best Gay Director – Jean-Daniel Cadinot[1]
- Best Actress (USA) – Tera Patrick[1]
- Best Actress (USA) – Jodie Moore[1]
- Best Movie (USA) – Perfect – (Private Media Group)[1]
- Best Movie (USA) – Taboo 2001 – (Touch Video)[1]
- Best Director (USA) – Andrew Blake[1]
- Best Director (USA) – Pierre Woodman[1][2]
- Best Video Series (International) – Barely Legal – (Hustler Video)[1]
- Best Internet Presentation – www.privatespeed.com[1]
- Product Innovation Bio Glide – Joydivision[1]
- Innovation of the Year – Private-PDA[1]
- Innovation of the Year – ErotikCinema.de (Musketier)[1]
- Company of the Year (Germany) – Goldlight[1]
- Company of the Year (Germany) – MMV[1]
- Company of the Year (Germany) – Videorama[1]
- Best Actor (Germany) – Horst Baron[1]
- Best Actor (Germany) – Titus[1]
- Best Actor (Germany) – Claudio Meloni[1]
- Best Actress (Germany) – Isabel Golden[1]
- Best Actress (Germany) – Anja Juliette Laval[1]
- Best Actress (Germany) – Mandy Mystery[1]
- Lifetime Achievement Award (Germany) – Moli[1]